# بيتالين

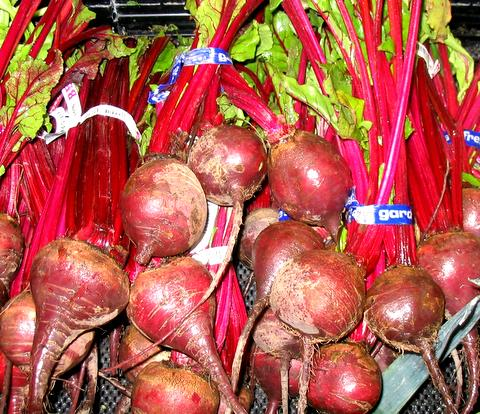
اللون الأحمر في البنجر ناشيء عن البيتالين.

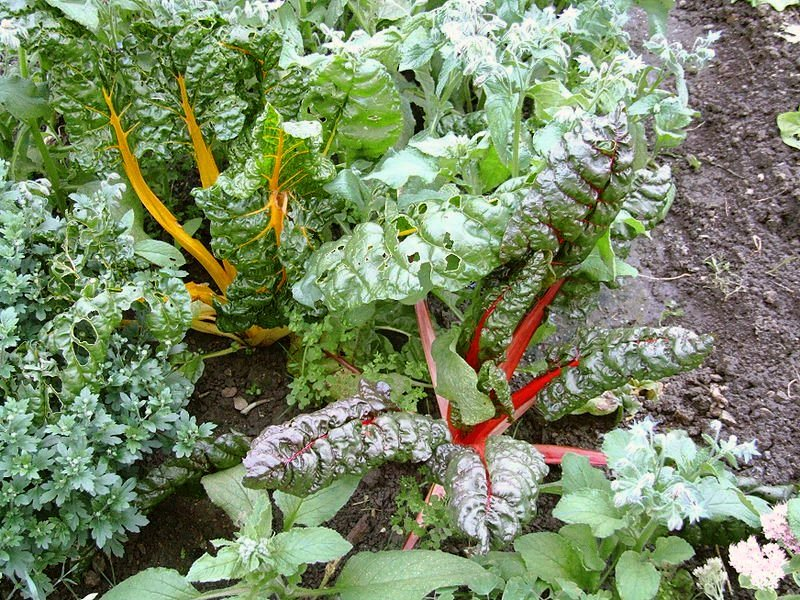
السلق السويسري, يبين بعض النبت بلون البيتاكزانثين الأصفر والبعض الآخر بلون بيتاسيانين الأحمر.

بيتالين (بالإنجليزية: Betalain) هي مواد لونية تعطي بعض أنواع الخضر و الفاكهة والأزهار لونها . هي المجموعة الثالثة من المواد العضوية اللونية التي تعطي الخضرة والفاكهة ألوانها المختلفة ، المجموعتان الأخرتان هما : كاروتينات (يعطي اللون الأصفر) و أنثوسيان (يعطي اللون الأزرق الغامق والبنفسجي).
تنتج البيتالينات في نباتات القرنفليات ماعدا القرنفل نفسه وفي مولويناسيا و الفطر الورقي . من الوجهة الصيدلية فتمثل البيتالينات نوعا غير ساما من ألكالويد ولها خصائص مضادة للأكسدة. لهذا فهي ضرورية لغذاء الإنسان ، ويتناولها المرء طبيعيا مع الغذاء حيث توجد في العديد من الخضروات والفاكهة .
بعض الناس (نحو 13 % من الناس) لا يستطيعون الاستفادة من البيتالين تماما في أجسامهم ، وتخرج تلك المواد مع البول (وتسمى عندئذ «بيتوري» ، حيث تظهر تلك خصوصا بعد أكل البنجر الأحمر ، وتلون البول).
ومن الوجهة الكيميائية فإن البيتالينات عبارة عن مركبات لحمض البيتالامين ولكن ترتبط به عدة ربائط مختلفة تعطي مركبات البيتالينات المختلفة. وبحسب نوع الربيطة فتقسم البتالينات إلى مجموعة الألوان البنفسجي الأحمر (بيتاكيان أو بيتاسيان) Betacyane ، ومجموعة اللون الأصفر بيتاكزانتين Betaxanthin .

## طرق تعيينه
يمكن التعرف على البيتالين والمركبات اللونية المشابهة الاتي تذوب في الماء بواسطة تحليل طيفه (مطيافية) وكذلك عن طريق تعيين خواصه الهروفوروتية والتفرقة بينهم ، لأنها تتجزأ في وسط حمضي ساخن.
في عام 1960 قام «هوجو فايلار» بتعيين تركيب البيتالين. كما اكتشفت في ذلك الوقت أهم تفاعلاته وعلى الأخص اصطناعه الحيوي.
النباتات التي تنتج بيتالين لا تقوم بتحويل Flavan-3,4-diol إلى أنتوسيانيدين . ولذلك فلا نجد في النبات وجودا لكلا من البيتالين و الأنثوسيان.
يحضر البيتالين أصطناعيا من حمض تيروزين.

## تركيبه الكيميائي
كما في الشكل ويتكون من ثلاثة حلقات بنزين وحلقة خماسية مرتبطة ببعضها البعض بهذا الترتيب ، كما يرتبط بها عدد من الربائط.

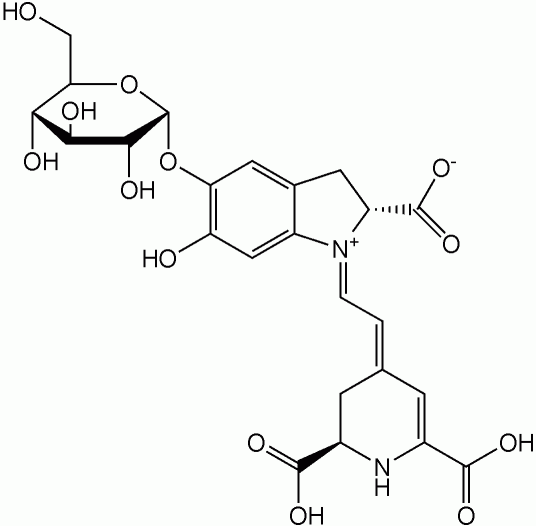
تركيب جزيء البيتانين betanin.

## استخداماته

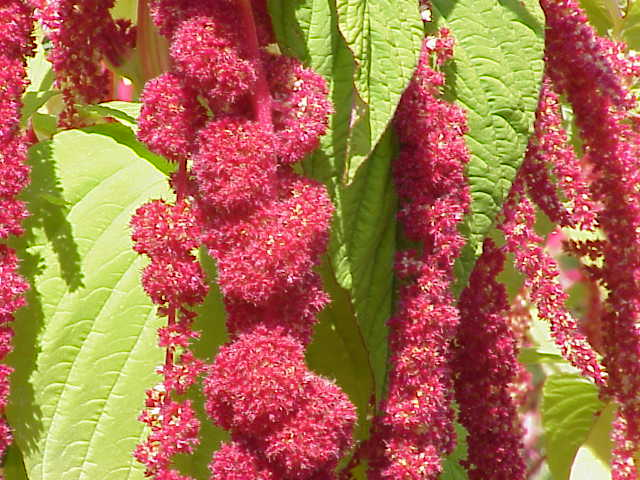
زهرةAmaranthus caudatuslarge تحتوي على البيتاسيانين.

يستخدم البيتالين في الصناعات الغذائية ليعطي الغذاء لونا معينا . وقد يتسبب عند بعض الناس في أن يكون لون بولهم أحمر. هؤلاء الناس وتبلغ نسبتهم نحو 13 % ، لا يمكن لجسمهم تقسيم البيتالين .
وقد كثر استخدام البيتالين في الصناعات الغذائية نظرا لاكتشاف أنه مضاد تأكسد ، وبالتالي يقي من تكون الكولسترول الضار الذي يسد الأوعية الدموية .

## وجوده الطبيعي
يوجد البيتالين في البنجر، كما يوجد في بعض الفطريات العاليا.
وكذلك نجده غالبا في الأزهار وفي بعض الفواكه والأوراق والسيقان وجذور النباتات . وهي يتضمن صبغات مشابهة لصبغات البنجر .

## اقرأ أيضا
- خضروات
- أنثوسيان
- كاروتينات
- مؤشر الأس الهيدروجيني
- بنزين (حلقة)
- كزانتين